# Pierre François Marie Auguste Dejean
Pierre François Marie Auguste Dejean (10 de agosto de 1780 – 17 de março de 1845, foi um militar francês do Primeiro Império que se tornou entomologista após o término de sua carreira militar.

## Trabalhos
- Catalogue des Coléoptères de la collection d’Auguste Dejean (1802–1837) com Charles Aubé
- com Pierre André Latreille Histoire naturelle et iconographie des insectes coléoptères d'Europe Paris : Crevot, 1822. digitised at Gallica.
- Spécies Général des Coléoptères (1825–1838)